# 리불로스 1,5-이중인산
리불로스 1,5-이중인산(영어: ribulose 1,5-bisphosphate, RuBP) 또는 리불로스 1,5-비스인산은 광합성 과정에서 생성되는 유기 화합물이다. 리불로스 1,5-이중인산은 리불로스라고 불리는 케토펜토스(탄소 원자가 5개이고 케톤을 가지고 있는 당)의 이중 인산 에스터이다. 리불로스 1,5-이중인산의 염은 분리될 수 있지만, 중요한 생물학적 기능은 수용액 상태에서 수행된다.

## 광합성에서의 역할
루비스코는 리불로스 1,5-이중인산(RuBP)과 이산화 탄소를 반응시켜서 3-포스포글리세르산(3PG)를 생성시키는 과정을 촉매한다. 이 과정에서 중간생성물은 3-케토-2-카복시아라비니톨 1,5-이중인산으로 알려진 매우 불안정한 6탄소 중간생성물이다. 이 6탄소 중간생성물은 2분자의 3-포스포글리세르산(3PG)으로 즉시 분해된다. 루비스코는 또한 고온에서 자주 일어나는 과정인 광호흡이라고 불리는 과정에서 리불로스 1,5-이중인산과 산소(O2)를 반응시켜서 3-포스포글리세르산과 2-포스포글리콜산을 생성시키는 과정을 촉매한다. 캘빈 회로에서 리불로스 1,5-이중인산은 리불로스 5-인산이 ATP에 의해 인산화되는 과정을 통해 생성된다.
|  |

## 같이 보기
- 리불로스
- 리불로스 5-인산
- 루비스코